# Chromatonema erythrogonon
Chromatonema erythrogonon is een hydroïdpoliep uit de familie Tiarannidae. De poliep komt uit het geslacht Chromatonema. Chromatonema erythrogonon werd in 1909 voor het eerst wetenschappelijk beschreven door Bigelow. 